# Informe 3
Informe 3 antes llamado Informe DEC fue un late show de crónica social presentado por Jaime Cantizano en la cadena española Antena 3.

## Historia
Se estrenó el jueves 18 de febrero de 2010 con la finalidad de ser un espacio que sirviera para debatir los temas que se tratarían el viernes en DEC y de esta manera publicitarlos, aunque la cadena decidió pasarlo al late night del lunes y convertirlo en un espacio más completo, con invitados, debates y reportajes de investigación. El programa consiguió una fiel audiencia que lo situó como el programa más visto de su franja de emisión.
El 30 de agosto de 2010 empezó la nueva temporada con plató y gráficos renovados, además del cambio de nombre de Informe DEC a Informe 3.
Finalmente, el programa fue cancelado el 18 de enero de 2011, tras la caída de audiencia en las últimas semanas.

## Audiencia
El programa se situaba en torno al 12% de cuota de pantalla y era la segunda opción preferida por los telespectadores españoles en su franja de emisión, aunque el programa más visto.

Temporada 1: 2010
| Fecha      | Características del Programa | Espectadores | Share |
| ---------- | ---------------------------- | ------------ | ----- |
| 18/02/2010 | Estreno y presentación       | 1.259.000    | 18,6% |
| 25/02/2010 | Programa 2                   | 693.000      | 13,4% |
| 04/03/2010 | Programa 3                   | 407.000      | 10,3% |
| 11/03/2010 | Programa 4                   | 559.000      | 15,6% |
| 18/03/2010 | Programa 5                   | 588.000      | 13,7% |
| 25/03/2010 | Programa 6                   | 321.000      | 9,6%  |
| 05/04/2010 | Programa 7                   | 745.000      | 11,4% |
| 12/04/2010 | Programa 8                   | 641.000      | 11,6% |
| 19/04/2010 | Programa 9                   | 830.000      | 11,1% |
| 26/04/2010 | Programa 10                  | 796.000      | 11,4% |
| 03/05/2010 | Programa 11                  | 900.000      | 12,8% |
| 10/05/2010 | Programa 12                  | 801.000      | 11,8% |
| 17/05/2010 | Programa 13                  | 790.000      | 12,6% |
| 24/05/2010 | Programa 14                  | 730.000      | 11,8% |
| 31/05/2010 | Programa 15                  | 769.000      | 12,6% |
| 07/06/2010 | Programa 16                  | 692.000      | 11,0% |
| 14/06/2010 | Programa 17                  | 692.000      | 10,9% |
| 21/06/2010 | Programa 18                  | 808.000      | 12,2% |
| 28/06/2010 | Programa 19                  | 761.000      | 11,9% |
| 05/07/2010 | Programa 20                  | 768.000      | 13,3% |
| 12/07/2010 | Programa 21                  | 659.000      | 10,6% |
| 26/07/2010 | Programa 22                  | 732.000      | 13,3% |
| 02/08/2010 | Programa 23                  | 650.000      | 10,8% |
| 09/08/2010 | Programa 24                  | 834.000      | 11,3% |
| 16/08/2010 | Programa 25                  | 577.000      | 9,7%  |
| 23/08/2010 | Programa 26                  | 642.000      | 8,8%  |

Temporada 2: 2010 - 2011
| Fecha      | Características del Programa | Espectadores | Share |
| ---------- | ---------------------------- | ------------ | ----- |
| 30/08/2010 | Programa 1                   | 529.000      | 7,1%  |
| 06/09/2010 | Programa 2                   | 678.000      | 9,2%  |
| 13/09/2010 | Programa 3                   | 587.000      | 7,8%  |
| 20/09/2010 | Programa 4                   | 721.000      | 10,3% |
| 27/09/2010 | Programa 5                   | 689.000      | 9,5%  |
| 04/10/2010 | Programa 6                   | 1.460.000    | 20,8% |
| 11/10/2010 | Programa 7                   | 1.043.000    | 15,2% |
| 18/10/2010 | Programa 8                   | 877.000      | 16,2% |
| 25/10/2010 | Programa 9                   | 878.000      | 10,1% |
| 01/11/2010 | Programa 10                  | 716.000      | 12,4% |
| 08/11/2010 | Programa 11                  | 619.000      | 9,7%  |
| 15/11/2010 | Programa 12                  | 612.000      | 9,1%  |
| 22/11/2010 | Programa 13                  | 628.000      | 9,2%  |
| 29/11/2010 | Programa 14                  | 586.000      | 8,9%  |
| 13/12/2010 | Programa 15                  | 662.000      | 10,8% |
| 20/12/2010 | Programa 16                  | 653.000      | 10,0% |
| 10/01/2011 | Programa 17                  | 835.000      | 9,4%  |
| 18/01/2011 | Programa 18                  | 615.000      | 8,4%  |

## Audiencia media
| Edición                      | Programas | Fecha       | Cadena   | Espectadores | Cuota |
| ---------------------------- | --------- | ----------- | -------- | ------------ | ----- |
| Informe 3: Primera temporada | 26        | 2010        | Antena 3 | 717.000      | 12,0% |
| Informe 3: Segunda temporada | 18        | 2010 - 2011 | Antena 3 | 744.000      | 10,8% |